# Capnea sanguinea
Capnea sanguinea is een zeeanemonensoort uit de familie Capneidae. Capnea sanguinea werd in 1841 voor het eerst wetenschappelijk beschreven door Forbes.

## Beschrijving
Deze gravende anemoon heeft een zeer brede basis, een platte mondschijf die niet breder is dan de kraag en de tentakels zijn dicht bij de rand geplaatst. De schijf is voornamelijk crème of rood en de tentakels zijn wit of karmozijnrood met witte vlekken. De zuil is klokvormig met een kraag (borstwering) die een ondiepe groef (fosse) omgeeft. De tentakels hebben een korte steel en een eindknop, die in vorm kan variëren van bolvormig, puntig tot gelobd. Het heeft tot 150 korte en knobbelige tentakels die in vier gelijke cycli zijn gerangschikt. De basis kan 7-9 cm in diameter zijn. Deze zeeanemoon is in staat om mondschijf en tentakels snel in te trekken.

## Verspreiding
Deze soort is aanwezig in verspreide plaatsen rond de zuid- en westkust van de Britse Eilanden, de noordwestkust van Frankrijk en de Middellandse Zee. Het wordt gevonden begraven in zand, grind of modder, met de brede basis als anker. Af en toe op de lagere kust of offshore tot enkele honderden meters diepte.